# Bãi lầy triều

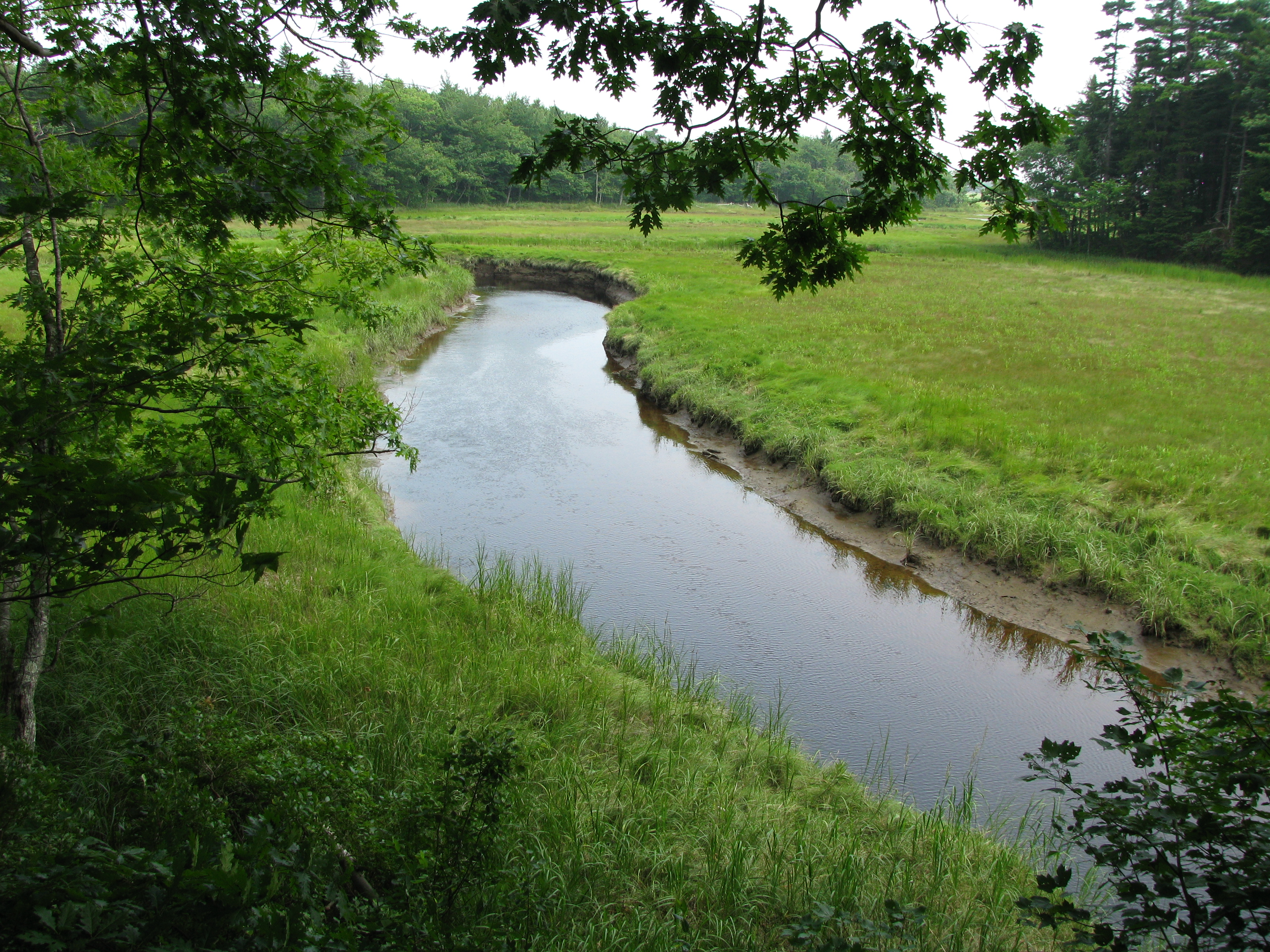
Bãi lầy triều ngập mặn tại Khu Bảo tồn Thiên nhiên Hoang dã Rachel Carson thuộc Wells, Maine

Bãi lầy triều là một loại đồng lầy có thể thấy ở khu vực dọc bờ biển và cửa sông, những nơi mà thủy triều của cửa sông, biển và đại dương kế cận sẽ quyết định đặc điểm ngập của nơi đó. Tuỳ thuộc vào độ mặn của nước ngập mà người ta phân biệt ra thành bãi lầy triều nước ngọt, nước lợ và nước mặn. Chúng lần lượt được phân loại thành đầm lầy ven biển và đầm lầy cửa sông.
Người ta cũng thường chia các bãi lầy triều thành bãi lầy dưới (hay còn gọi là vùng ngập nước gian triều) và bãi lầy trên với căn cứ là độ cao của các bãi lầy so với mực nước biển. Một cách phân loại khác dựa vào mức độ ảnh hưởng của mực nước biển, phân chia bãi lầy triều thành đầm lầy sau chắn, đầm lầy nước lợ cửa sông và đầm lầy triều nước ngọt.